# StorageCraft
StorageCraft Technology Corporation est une société américaine créée en 1999, spécialisée dans la sauvegarde pour serveur informatique et postes de travail. 

## Produits
La gamme ShadowProtect est destinée à la sauvegarde à chaud et en continu des PC et serveurs des entreprises et des particuliers. Les images créées sont compressées, chiffrées et peuvent être visualisées pour une restauration ou une mise à jour. Cette gamme se décline en 3 produits : ShadowProtect Desktop destiné aux postes de travail, ShadowProtect Server destiné aux serveurs, ShadowProtect IT destiné aux administrateurs IT.
StorageCraft développe également des solutions de sécurité contre les malware et les modifications non-désirées liées soit à des manipulations hasardeuses soit à l'action de virus et spyware.
Par ailleurs, la société propose une gamme de logiciels ShadowMode destinée à la restauration système sur PC et serveur. 